# Max König
Max König (Halle, 3 maggio 1868 – Coblenza, 31 gennaio 1941) è stato un politico tedesco socialdemocratico, membro della Costituente di Weimar, del  Reichstag e dal 1919 al 1933 presidente del Distretto governativo di Arnsberg.

## Vita ed attività
Max König fu un fabbro specializzato, ma già nel 1889 divenne funzionario di un'organizzazione di metalmeccanici e nel 1891 fu uno dei fondatori dell'Associazione Tedesca dei Metalmeccanici (DMV). In una fase iniziale fu anche attivo nel movimento politico socialdemocratico. Nel 1890, all'età di 22 anni, fu il più giovane delegato al congresso del partito a Halle.
Nella sua carriera professionale fu funzionario a tempo pieno del DMV, poi redattore del giornale popolare socialdemocratico di Dortmund e direttore della prima segreteria operaia della città.
Dal 1893, König divenne presidente del nuovo distretto "Westfalia occidentale" del SPD. Tra il 1907 e il 1919 fu segretario distrettuale a tempo pieno del partito.
Come "Der rote König“ mantenne questa posizione fino al 1918 e fu una delle figure più influenti della socialdemocrazia in Vestfalia. A Dortmund, dal 1909, divenne il primo consigliere comunale socialdemocratico. Contribuì al rafforzamento della socialdemocrazia nell'area orientale della Ruhr, che all'epoca era ancora fortemente cattolica. Oltre ai suoi incarichi di partito, dal 1912 al 1928 König fu membro del Parlamento di diverse circoscrizioni. In qualità di rappresentante ufficiale del SPD, dal 1903 fu anche responsabile delle agitazioni al di fuori delle aree industriali. Prima dell'elezione del Reichstag nel 1903, lanciò una campagna di agitazione nel Sauerland e nel Münsterland, dove il predominio delle "Colonne Nere" non era stato toccato. Nonostante i notevoli sforzi, non riuscì a rafforzare in modo decisivo l'influenza del partito nelle roccaforti rurali del Zentrum di Münsterland o Sauerland.
Durante la prima guerra mondiale, König fu dalla parte del gruppo di Friedrich Ebert. Durante la Rivoluzione di novembre assunse la guida dei consigli degli operai e dei soldati della Westfalia e fu membro del Consiglio centrale della Repubblica socialista tedesca a Berlino. A Dortmund divenne membro del consiglio comunale.
In qualità di membro del Consiglio dei Lavoratori e dei Soldati di Dortmund, fu responsabile del monitoraggio del distretto governativo di Arnsberg. Nel 1919, König fu nominato per la prima volta provvisoriamente presidente del governo di Arnsberg. Questo suscitò malcontento negli ambienti centristi del Sauerland. La stampa socialdemocratica rispose: "Se il signor König è il governatore, non dirige la sua attività come socialista, ma come il più alto funzionario del distretto. Non è più il diffusore dell'agitazione, come lo accusano, ma il presidente del governo".
La sua nomina ufficiale avvenne nel 1920 e fu inizialmente respinta con veemenza dai funzionari prevalentemente conservatori e dalla popolazione cattolica della città. Tuttavia, in quanto membro della destra socialdemocratica, rappresentava posizioni che potevano certamente essere condivise anche dai circoli borghesi. Nel suo insediamento, ad esempio, attribuì la crisi economica e le difficoltà sociali al  Trattato di Versailles e non alla politica tedesca dell'Impero. Durante il suo mandato vide il Putsch di Kapp e la rivolta silenziosa del 1920. Per un certo periodo, considerò i Freikorps un mezzo efficace per combattere l'estrema sinistra, così sottovalutando il carattere di estrema destra di queste associazioni. Nel 1923 seguì l'Occupazione della Ruhr, che colpì direttamente il suo distretto e rese molto difficile il suo lavoro. Nella sua sede ufficiale ad Arnsberg, un grande raduno contro la "violenza nella Ruhr" si tenne con König relatore principale. Durante il suo mandato ebbe luogo anche la grande inflazione, seguita nel 1928 dalla disputa di quiescenza e dalla Grande depressione. Durante questo periodo visitò le zone depresse intorno a Ramsbeck e cercò di alleviarne il disagio.
König agì come presidente del governo, non come politico di partito. Ma non negò neppure la sua formazione politica. Sostenne il SPD nel Sauerland come oratore e consulente, ma soprattutto si sforzò di consolidare l'idea repubblicana nel suo distretto. Intervenne in occasione di una manifestazione ad Arnsberg in onore del politico centrista assassinato Matthias Erzberger. Nel 1925 si batté per la candidatura, appoggiata dal SPD, alla carica di Presidente del Reich del politico del centro Wilhelm Marx, attaccando aspramente l'estrema destra e sinistra. Più tardi lottò anche per la causa repubblicana.
Per quanto riguarda lo sviluppo urbano, segnò in modo visibile Arnsberg. Nel 1926, fece ampliare il vecchio seminario includendo una nuova struttura costituita da un'ala e un'alta torre, e l'elesse nuova sede del governo. Si guadagnò anche il riconoscimento dei cattolici repubblicani per il suo impegno a favore della Costituzione e della democrazia contro comunisti, radicali di destra e nazionalsocialisti.
All'apice della Grande Depressione, in occasione della Giornata della Costituzione del 1932, rifiutò le accuse degli antirepubblicani secondo cui la Costituzione di Weimar sarebbe stata frutto della necessità ed affermò che uno dei meriti storici della costituzione fosse stato piuttosto quello di aver salvato l'unità del popolo tedesco.
Dopo che i nazionalsocialisti presero il potere, Max König venne dimesso dal pubblico impiego il 13 febbraio 1933 e perseguitato, si ritirò con la famiglia a Coblenza, dove morì nel 1941.